# 지평선을 보고 있는가?
〈지평선을 보고 있는가?〉(地平線を見ているか? 치헤이센오미테이루카[*])는 일본의 걸 그룹 STU48의 열한 번째 싱글이다.